# Isolepis cernua
Isolepis cernua é uma espécie de planta com flor pertencente à família Cyperaceae. 
A autoridade científica da espécie é (Vahl) Roem. & Schult., tendo sido publicada em Systema Vegetabilium 2: 106. 1817.
Os seus nomes comuns são buinho-baixo ou bunho-baixo.

## Portugal
Trata-se de uma espécie presente no território português, nomeadamente em Portugal Continental, no Arquipélago dos Açores e no Arquipélago da Madeira.
Em termos de naturalidade é nativa das três regiões atrás referidas.

## Protecção
Não se encontra protegida por legislação portuguesa ou da Comunidade Europeia.